# Кинотеатр «Спартак» (Симферополь)
Спартак — один из старейших кинотеатров в Симферополе. Находится по адресу ул. Пушкина, 9.

## История
В 1908 году предприниматель Леонид Леонидович Сухомлинов, по соглашению с владельцем здания А. И. Пастаком, обратился в Симферопольскую городскую управу с просьбой разрешить ему организацию по Пушкинской улице электротеатра «Модерн» с обслуживанием 300 человек. По проекту  инженера Е. Д. Садовского, в электротеатре предполагалось установить электрическое освещение и вентиляцию, отопление двумя шведскими печами. Синематографическую будку планировалось соорудить из котельного железа,  обитого асбестом.
Открытие электротеатра состоялось в 1912 году.  Не позднее 1914 года он получил наименование «Лотос». К 1914 году владельцем городского имения А. И. Пастака становится  Наталья Константиновна Задлоцкая. После установления в Симферополе Советской власти  в ноябре 1920 года владения Н. К. Задлоцкой были национализированы, а затем переданы городу. Свою деятельность кинотеатр возобновил в октябре 1926 года. В 1929 году кинотеатр «Лотос» был переименован в «Спартак». Тогда вмещал 400 зрителей. Здание имело два зала и главный вестибюль.
Кинотеатр остался в воспоминаниях академика И. В. Курчатова, который окончил первую мужскую гимназию в Симферополе. В 1921 году он работал сторожем в кинотеатре «Лотос».
В годы немецкой оккупации в 1941-1944 годах назывался «Централькино». Колаборационистская газета «Голос Крыма» писала 11 января 1942 года: "Названия улиц, напоминающие о большевистском режиме, будут постепенно отменены... ... Следующие кинотеатры также переименованы: Юнг-Штурм — Европа-кино, Спартак — Центральное кино, Большевик — Паласт-кино, Им. Субхи — Крым-кино."
Через 2 дня после освобождения Симферополя 13 апреля 1944 года ему вернули прежнее название и в нем началась демонстрация советской хроники и фильмов. К 20 апреля 1944 года здесь состоялись 10 сеансов, которые посетили 6000 человек. В августе  1944 года в кинотеатре «Спартак»  побывали 37788 посетителей.
За время своего существования здание кинотеатра  неоднократно перестраивалось. В 1960-70  годах был открыт зал  повторного фильма. Кинотеатр стал широкоэкранным.
В 2006 году началась реконструкция кинотеатра. В новом виде начал работать 29 июля 2006 года. Имеет залы «Капитолий» и «Форум». 20 мая 2010 года стал первым в Крыму кинотеатром, с двумя цифровыми залами, с лета того же года — первым в Симферополе с 3D технологиями.